# Boy For Rent - Phuchay hai chaw
Boy For Rent - Phuchay hai chaw (Boy For Rent ผู้ชายให้เช่า) è una serie televisiva thailandese creata da GMMTV e diretta da Ekkasit Trakulkasemsuk, adattamento delle graphic novel "Badz Boy For Rent" di Stamp Berry e "Sexy Boy For Rent" di Princess. Va in onda su GMM One dal 10 maggio 2019, per poi concludersi il 2 agosto dello stesso anno.
La serie viene inoltre pubblicata in latecast su Line TV e YouTube.

## Trama
Smile ha una cotta per il suo senior Kyro, ma quando glielo confessa lui la rifiuta, dicendole che non gli piacciono le ragazze infantili. Smile decide di affittare un "Boy For Rent" per imparare a far battere il cuore di un ragazzo.
Liz è convinta che il suo fidanzato Badz la stia tradendo, e decide di usare il servizio di "Boy For Rent" per vendicarsi senza sentirsi in colpa.
Nessuna delle due sa che affittare un ragazzo cambierà le loro vite per sempre.

## Personaggi e interpreti

### Principali
- Smile, interpretata da Sananthachat Thanapatpisal "Fon".
Ragazza impacciata e infantile, innamorata di Kyro da molto tempo. Quando quest'ultimo la rifiuta, si rivolge al servizio di "Boy For Rent" per trovare un ragazzo che la aiuti a conquistarlo.
- Liz, interpretata da Sarunchana Apisamaimongkol "Aye".
Ragazza indipendente e molto matura, ama la musica ed è la cantante e chitarrista di un gruppo. Fidanzata di Badz. Quando inizia a sospettare che lui la tradisca, si rivolge al servizio di "Boy For Rent" per vendicarsi.
- Badz, interpretato da Tanutchai Wijitwongthong "Mond".
Fidanzato di Liz. Viene costretto da Jayden a lavorare come "Boy For Rent" per ripagare il debito della sorella minore. È un ragazzo gentile e sorridente.
- Kyro, interpretato da Thanat Lowkhunsombat "Lee".
Fondatore del servizio di "Boy For Rent", conosciuto per essere un playboy, è il più richiesto del servizio.

### Ricorrenti
- Onnie, interpretata da Apichaya Saejung "Ciize".
Migliore amica e compagna di stanza di Smile, innamorata di Badz.
- Tam, interpretata da Sutthipha Kongnawdee "Noon".
Migliore amica di Liz.
- Jayden, interpretato da Chatchawit Techarukpong "Victor".
Amministratore delegato del servizio di "Boy For Rent".
- Bonnie, interpretata da Wanwimol Jensawamethee "June".
Sorella minore di Badz.
- Run, interpretata da Sarunthorn Klaiudom "Mean".
Sorellastra maggiore di Liz.
- Jenny, interpretata da Suttatip Wutchaipradit "Ampere".
* Compagna di band di Liz.
- Tan, interpretato da Jirakit Kuariyakul "Toptap".
Compagno di band di Liz.

## Episodi
| Stagione       | Episodi | Prima TV |
| -------------- | ------- | -------- |
| Prima stagione | 12      | 2019     |

## Colonna sonora
- Sarunchana Apisamaimongkol - Saendee khae luang wakuan hroo jingjai (sigla iniziale)[4]
- Jirakit Thawornwong - Maichai reung sommoot (sigla finale)
- Tanutchai Vijitvongthong - Ni hlae kwam rak
- Sarunchana Apisamaimongkol, Thanat Lowkhunsombat - Thisud nai lok